# Heinrich Pergler von Perglas
Heinrich Simon Wenzel Freiherr Pergler von Perglas (* 26. März 1871 in Budweis, Böhmen; † 17. Dezember 1941 in Wien) war ein Konteradmiral der k.u.k. österreichisch-ungarischen Kriegsmarine und letzter Kommandant des Schlachtschiffes Tegetthoff.

## Leben
Heinrich war der Sohn des Johann Nepomuk Pergler von Perglas und der Theresia Höfer und stammte aus dem Adelsgeschlecht der Pergler von Perglas. Als Fregattenkapitän kommandierte er im Ersten Weltkrieg den Kreuzer Panther und das Schlachtschiff Tegetthoff.
Pergler von Perglas trat nach seiner Gymnasialzeit in Wien im Jahr 1886 in die österreichische Marineakademie in Fiume ein. Im Jahr 1890 fand seine Ausmusterung und die Übernahme in die k.u.k. Kriegsmarine statt.
Sein erstes Kommando erhielt Pergler im Jahr 1900 mit dem Torpedoboot Kukuk. Nach einer Zeit im Seebezirkskommando von Triest im Jahr 1913 übernahm er im August 1914 das Kommando des kleinen Kreuzers Panther.
Als im Herbst 1914 die montenegrinische Armee die Bocche di Cattaro angriff, einen großen österreich-ungarischen Marinestützpunkt in der südlichen Adria, war er mit seinem Kreuzer Panther an der Verteidigung beteiligt, als auch im darauffolgenden Jahr bei der Zurückdrängung der Montenegriner beim XIX. Korpskommando.
Nach einer Zeit als Stabschef der II. Division übernahm er im März 1918 das Kommando des Linienschiffs Erzherzog Franz Ferdinand, und schließlich als Linienschiffskapitän der Tegetthoff als deren letzter Kommandant. Nach dem Untergang des Schwesterschiffes Szent István bei dem gemeinsamen Marsch an die Sperre von Otranto musste Pergler von Perglas sich zusammen mit dem Kommandanten Szent István einer Admiralskommission zur Klärung der Umstände stellen, die das Verhalten der beiden Linienschiffskapitäne während des Angriffs untersuchte.
Am 1. Jänner 1919 wurde Heinrich Freiherr Pergler von Perglas mit gleichzeitiger Beförderung in den Rang eines Konteradmirals in den Ruhestand versetzt. Seine Zeit widmete er fortan dem österreichischen Marineverband, dem er als Vizepräsident bis zu dessen Auflösung nach dem Anschluss Österreichs im Jahr 1938 vorstand.

## Die Versenkung der SMSSzent István
Pergler von Perglas findet Erwähnung in den Marinegeschichtswerken über die Ereignisse des Ersten Weltkriegs als Kommandant der Tegetthoff. Das Schiff stand unter seinem Befehl, als bei der Fahrt von Pula in die südliche Adria das Schwesterschiff Szent István von einem italienischen Torpedoboot versenkt wurde.
Am 9. Juni 1918 liefen beide Schiffe von Pula aus Richtung Süden zur Isola Grossa (heute Dugi Otok), als erste Etappe auf dem Marsch zur Otrantostraße in der südlichen Adria, wo alliierte Flottenverbände eine Sperre errichtet hatten. Das Unternehmen der österreichisch-ungarischen Marine sollte dazu dienen, diese Sperre zu durchbrechen und die Möglichkeit zu erlangen, mit der Flotte weiter im Mittelmeer operieren zu können.
Zwei italienische Torpedoboote beschossen im diesigen Morgengrauen die beiden Schlachtschiffe, und die Szent István wurde von einem oder zwei Torpedos getroffen. Die Tegetthoff konnte zwei auf das Schiff abgefeuerten Torpedos ausweichen. Während die Szent István sich noch lange über Wasser hielt und erst langsam Schlagseite bekam, suchte die Tegetthoff nach den Angreifern und musste aufgrund mehrerer irrtümlicher U-Boot-Alarme einige zeitaufwändige Manöver fahren.
Nach etwa zwei Stunden versuchte man, die Szent István in Schlepp zu nehmen, aber der Versuch kam zu spät. Die Tegetthoff konnte in der Folge 1.005 Mann aus dem Wasser retten, 89 Seeleute gingen mit der Szent István unter.
Von Deck der Tegetthoff aus filmten ein offizielles Kamerateam und der Hobbyfilmer Linienschiffsleutnant Mensburg die tragischen Momente nach dem Unglück bis zum Untergang der Szent Istvan. Als Werbefilm für die Unterstützung des Österreichischen Roten Kreuzes erlangten diese tragischen Zeitdokumente in einem Zusammenschnitt traurige Berühmtheit in ganz Europa und in den Vereinigten Staaten.
Die Admiralskommission, die mit der Aufklärung der Umstände des Unglücks betraut wurde, kam vor Kriegsende zu keinem endgültigen Urteil. Selbstverständlich traf auch Pergler nebst dem Kommandanten der Szent Istvan, Linienschiffskapitän Seitz, der Vorwurf, im Augenblick der Katastrophe falsch reagiert zu haben. Die Tegetthoff hätte ihr Schwesterschiff sofort in Schlepp nehmen sollen, um ihr Sinken zu verhindern, indem das Schiff in seichtes Gewässer hätte verbracht werden sollen. Doch sie selbst stand unter Beschuss und musste zwei italienischen Torpedos ausweichen, um nicht selbst versenkt zu werden. Auch der Oberbefehlshaber der Kriegsmarine, Konteradmiral Miklós Horthy, und andere Offiziere, beurteilten die Reaktion Perglers auf den Überfall als richtig, um das eigene Schiff zu schützen, da ansonsten die Kriegsmarine unter Umständen zwei Schiffe verloren hätte.